# Blybergets naturreservat
Blybergets naturreservat är ett naturreservat i Bodens kommun i Norrbottens län.
Området är naturskyddat sedan 2023 och är 201 hektar stort. Reservatet ligger nordväst om Unbyn, omfattar en del av berget Blyberget och består av hällmarkstallskog, granskog och sumpskog.  